# Nirvanaprincipen
I den freudianska psykoanalysen syftar nirvanaprincipen på nervsystemets tendens att undanröja retningar och försöker att hålla dessa på lägsta nivå som möjligt, allra helst i ett retningsfritt tillstånd. Denna neurologiska princip överfördes sedan till psykologin och blev lustprincipen. Till en början var den enda skillnaden mellan dessa principer endast i fråga om var den var verksam. I och med att psykoanalysen fann att det finns lustfyllda spänningar och olustfyllda urladdningar så började dessa principer att differentiera ifrån varandra mer än bara till dess verksamhetsområde. Freud uppmärksammar en kvalitativ skillnad mellan de retningsspänningar som nirvana- och lustprincipen behärskar, exakt vilken kvalitet detta är lyckas Freud själv inte finna ett svar på. Men han säger att lust och olust inte kan hänföras till en kvantitativ förändring i retningsspänningen.
Tidigare kallades denna princip för konstansprincipen, men Freud anammade begreppet nirvanaprincipen i Bortom lustprincipen och Masochismens ekonomiska problem efter Barbara Low. Den har också kallats Fechners stabilitetstendens i bland annat Freuds och Breuers tidiga skrifter.

## Nirvanaprincipen ochdödsdriften
Om nirvanaprincipen ska tolkas i absoluta termer så ställs teorin inför det faktum att det tillstånd där en levande organism upplever som allra minst retningar sammanfaller med ett dött tillstånd. Om detta säger Freud ”Om vi kan förutsätta att det är en undantagslös erfarenhet att allt levande dör av inre orsaker, återvänder till det oorganiska, så kan vi bara säga: målet för allt liv är döden, och för att blicka bakåt: det livlösa fanns före det levande”. Freud kom därför att anta att det måste finnas en dödsdrift som leder organismen mot döden, och att nirvanaprincipen tillhör denna dödsdrift.